# 音尾琢真
音尾 琢真（おとお たくま、1976年〈昭和51年〉3月21日 - ）は、日本の俳優、タレント、声優、ナレーター、歌手、映画監督、演出家、脚本家、ディレクター、ラジオパーソナリティ、スーツアクター。所属事務所はCREATIVE OFFICE CUE、業務提携先はアミューズ。演劇ユニット・TEAM NACSのメンバー。
北海道旭川市出身。北海学園大学在学中に札幌で芸能活動を開始。妻は女優の春日井静奈。身長は170 cm。

## 略歴
旭川市で生まれる。父親の仕事の都合で生まれてまもなく深川市に移るが、小学生に入る頃旭川市に戻る。高校は北海道旭川西高等学校に在籍し、男子新体操部に所属し、3年生時には部長を務めていた。高校卒業後、大阪芸術大学を受験し合格するも親から入学を反対され、1994年、地元の北海学園大学に入学（経済学部卒業）。
「バック転ができる」、「高校で国語の先生に朗読を褒められるぐらい声が良かった」、「歌が好きである」という3つの特性を足した、歌って踊ってセリフが言える職業、つまり俳優をやればいいという安易な気持ちで、北海学園大学の演劇研究会に所属。また、すでに入団していた演劇研究会の先輩である、森崎博之と佐藤重幸（現：戸次重幸）に誘われ、同期の大泉洋とともに舞台を鑑賞して衝撃を受けたことから、稲田博主宰の劇団イナダ組に自身も入団する。1996年には、演劇研究会で仲の良かった、森崎博之・安田顕・戸次重幸・大泉洋と共に演劇ユニット「TEAM-NACS」を結成。
また、『水曜どうでしょう』（不定期出演）や『いばらのもり』、『ドラバラ鈴井の巣』（以上北海道テレビ）など、ローカルタレントとして、北海道内のテレビ番組・ラジオ番組に出演する。2000年に戸次と共に、当時の所属事務所から移籍する形でCREATIVE OFFICE CUEに加入。2002年頃までは、「音尾タクマ」名義で北海道のラジオ番組に出演していたこともあった。
2004年5月にTEAM-NACSの第10回公演として行われた舞台「LOOSER〜失い続けてしまうアルバム〜」のサンシャイン劇場での東京公演で東京に初進出。以降、テレビドラマ・映画・舞台などに多数出演している。2004年12月には、大手芸能事務所であるアミューズと業務提携を行い、その後は、道内の仕事はCREATIVE OFFICE CUE、道外の仕事はアミューズが手掛けている。
2008年、『素晴らしい世界』で知り合った、女優の春日井静奈と結婚。結婚を機に東京に移住している。
2017年4月に第一子となる長女 の誕生を発表した。これにより、TEAM NACSのメンバー全員が子持ちとなった。

## 人物
- TEAM NACSの中では最年少であり、自他ともに認める末っ子体質[20]。ただし、見た目から最年長と間違われることがある。リーダーの森崎博之は同じ高校の先輩。
- 父親はかつて北海道警察でマル暴として勤務しており、音尾が出演した映画『日本で一番悪い奴ら』のモチーフとなった稲葉事件で知られる稲葉圭昭とは同僚の関係であった[21]。同映画の監督である白石和彌が稲葉と会った際に音尾がかつての同僚の息子である事を伝えると稲葉は驚いたという[22]。高校の先輩でもある白石の映画には『孤狼の血』、『麻雀放浪記2020』などにも出演しており、常連俳優である。
- 父方の祖父は音尾の父親が生まれて間もなくガダルカナル島の戦いで戦死している[23]。
- キャッチコピーは「目と目の間は離れていても、アナタの心は離さない。」[24]。これは、目の間が離れていることから、大泉に提案された[25]。
- 毎日3食がカレーでも平気なほどのカレー好き[24]。但し辛い食べ物は苦手て、辛口のカレーも食べられない。
- 「釣りをするために仕事をしている」というほどの釣り好き。
- 「音尾」は全国で30軒ほどの珍しい苗字であり、ルーツは滋賀県長浜市高月町の浄土真宗寺院立法寺の山号・音尾山（おんびさん）から。留萌郡小平町に滋賀県から来住した僧侶の後裔と伝わる[26]。なお、小平町では父方の親戚が「音尾旅館」（昭和2年創業）を営んでいる[27]。
- 自身のソロ舞台公演ではOttey Ottoman（オッティ・オットマン）という日系人ミュージシャンに扮し、自作の楽曲を引っ提げてのツアーが敢行された[28]。TEAM NACSのテレビ番組『モンキーパーマ』シリーズではオッティのコーナー枠も設けられていた。
- 乳輪が大きく、『龍馬伝』の撮影時に福山雅治から「音尾くん乳首大きいね。何かやってるの?」と言われた[29]。同じく『龍馬伝』に出演していた大泉洋はこの時の福山を物真似している[注釈 4]。

## 出演

### テレビドラマ
- ダイエット三姉妹の旅情事件簿 第2作「小樽オタモイ海岸伝説殺人 オルゴールに泣く子宝地蔵の秘密」（1998年3月21日、朝日放送） - 岩見 役
- 学校の挑戦（1998年9月21日、朝日放送） - 通りすがりのチンピラ 役[30]
- 四国R-14（2000年11月29日 - 12月20日、北海道テレビ）- 上島ディレクター 役
- HTBスペシャルドラマ「そして明日から」（2003年8月30日、北海道テレビ） - ラーメン店の主人 役[31]
- 望郷（2005年5月7日、NHK総合） - 海老原少尉 役
- 秘太刀 馬の骨（2005年8月26日 - 9月30日、NHK総合） - 飯塚孫之丞 役
- 相棒（テレビ朝日）
  - season4 第7話「波紋」（2005年11月23日） - 下薗司 役
  - season15 第2話「チェイン」（2016年10月19日） - 羽賀友一 役
- 仕掛人・藤枝梅安（2006年11月4日、フジテレビ） - 作蔵 役
- 奇跡の夫婦愛スペシャル「虹を架ける王妃〜朝鮮王最後の皇太子と方子妃の物語〜」（2006年11月24日、フジテレビ） - 留学生 役
- トリハダ2〜夜ふかしのあなたにゾクッとする話を「ネック」（2007年9月27日、フジテレビ） - ユカワヒデキ 役
- 暴れん坊ママ 第2話 - 最終話（2007年10月16日 - 12月18日、フジテレビ） - 小南学 役[注釈 5]
- 貧乏男子 ボンビーメン（2008年1月15日 - 3月11日、日本テレビ） - チャぎー 役
  - 白い貧乏男子（2008年（本編放送終了後）、第2日本テレビ） - 小茶切譲（チャぎー） 役[32]
- アベレイジ 第4話「男子と女子の目の付け所の話」（2008年3月29日、フジテレビ） - A男 役
  - アベレイジ2 「関係者の憂鬱」（2008年10月11日）
- スミレ16歳!!（2008年4月13日 - 6月29日、BSフジ） - オヤジ 役
- ヒットメーカー 阿久悠物語（2008年8月1日、日本テレビ） - ピンク・レディーのマネージャー 役
- 幸福のスープはいかが?（2009年3月26日・27日、NHK総合・香港電台） - 漁協の人2 役
- 子育てプレイ 第7話 （2009年5月20日、毎日放送） - 柳田カメラマン 役
- 深夜食堂 第6話 （2009年11月13日、毎日放送） - カッちゃん 役
- 大河ドラマ（NHK）
  - 龍馬伝 第1回 - 第24回・最終回（2010年1月3日 - 6月13日・11月28日）- 望月亀弥太 役
  - 花燃ゆ 第1回 - 第43回（2015年1月4日 - 10月25日） - 品川弥二郎 役
  - どうする家康 第1回 - 第42回・最終回（2023年1月8日 - 11月7日・12月17日） - 鳥居元忠 役[33][34]
- Mother（2010年4月14日 - 6月23日、日本テレビ） - 加山圭吾 役
- タンブリング 第8話 （2010年6月5日、TBS） - 大八木誠 役
- 山村美紗サスペンス 京都・源氏物語殺人絵巻（2010年11月12日、フジテレビ） - 冷泉春樹 役
- TOKYO コントロール（2011年1月19日 - 5月25日、フジテレビNEXT） - 原光司 役
- 東野圭吾3週連続スペシャル「ブルータスの心臓」（2011年6月17日、フジテレビ） - 新堂刑事 役
- 勇者ヨシヒコと魔王の城 第6話 （2011年8月12日、テレビ東京） - 盗賊F 役（友情出演）
- 山村美紗サスペンス 黒の滑走路シリーズ（フジテレビ） - 冷泉春樹 役
  - 黒の滑走路〜禁じられた一族〜（2012年1月13日）[35]
  - 黒の滑走路2〜花婿がみた悪魔〜（2012年5月25日）[36]
  - 黒の滑走路3（2013年8月9日）[37]
  - 羽田空港殺人事件～黒の滑走路4～（2014年5月2日）[38]
  - 羽田空港殺人事件～黒の滑走路5～（2019年3月23日）[39]
- スープカレー（2012年4月13日 - 6月29日、北海道放送・TBS） - 主演・平目清 役（TEAM NACSの他のメンバーと共に主演）[40]
- メグたんって魔法つかえるの?（2012年7月7日 - 12月22日、日本テレビ） - 江田（ガッテン） 役
- 走馬灯株式会社 第3話 （2012年7月30日、TBS） - 多岐川竜兵 役
- 東野圭吾ミステリーズ 第10話 「二十年目の約束」（2012年9月13日、フジテレビ） - 清水幸一 役
- TOKUNOSHIMAエアポート（2012年10月14日、フジテレビTWO・フジテレビNEXT・フジテレビONE） - 原光司 役
- とんび（2013年1月13日 - 3月17日、TBS） - 葛原鉄矢 役
- ガリレオ 第2シーズン 最終章「聖女の救済」（2013年6月17日・24日、フジテレビ） - 加藤 役
- 斉藤さん2（2013年7月13日 - 9月21日、日本テレビ） - 播磨大三郎 役
- 連続ドラマW（WOWOW）
  - プラチナタウン 第4話（2012年9月9日） - 山崎の大学時代の友人 役[41]
  - LINK（2013年10月6日 - 11月3日） - 合田茂樹 役[42]
  - メガバンク最終決戦（2016年2月14日 - 3月20日） - 荻野目裕司 役
  - コールドケース3 ～真実の扉～ 第4話（2020年12月26日） - 当麻渉 役[43]
  - 華麗なる一族 第11話（2021年7月4日） - 曽我 役[44]
  - 正体（2022年3月12日 - 4月2日） - 又貫征吾 役[45][46]
- 「the TEAM NACS perfect show」〜なんでこんな時に〜（2014年6月28日、フジテレビNEXT） - 三鷹・ピンク・水本 役
- 罪人の嘘 第1話（2014年8月31日、WOWOW） - 墨田保 役
- 世にも奇妙な物語 '14秋の特別編「走る取的」（2014年10月18日、フジテレビ） - 亀井 役
- 株価暴落 第2話（2014年10月26日、WOWOW）
- ぼんくら 第4話 - 最終話（2014年11月6日 - 12月18日、NHK総合） - 辻井英之介 役
- きょうは会社休みます。 第7話（2014年11月26日、日本テレビ） - 不動 役
- ORANGE 〜1.17 命懸けで闘った消防士の魂の物語〜（2015年1月19日、TBS） - 楢崎克彦 役[47]
- 不便な便利屋 第1話（2015年4月10日、テレビ東京） - 監督 役
  - 不便な便利屋 2016 初雪（2016年12月30日）
- ワイルド・ヒーローズ 第3話・第4話（2015年5月3日・10日、日本テレビ） - 柳原俊三 役
- 花咲舞が黙ってない 第2シリーズ 第7話（2015年8月19日、日本テレビ） - 門田征二 役
- コウノドリ 第3話（2015年10月30日、TBS） - 瀬戸啓介 役
- 臨床犯罪学者 火村英生の推理 第1話（2016年1月17日、日本テレビ） - 吉永 役
- ストレンジャー〜バケモノが事件を暴く〜（2016年3月27日、テレビ朝日） - 熊谷明生 役
- 私 結婚できないんじゃなくて、しないんです（2016年4月15日 - 6月17日、TBS） - 池田友則 役
- 刑事7人 シーズン2 第4話・第5話（2016年8月3日・10日、テレビ朝日） - 丸藤遼平 役
  - 刑事7人 シーズン3 第9話（2017年9月6日）[48]
- 潜入捜査アイドル・刑事ダンス 第2話（2016年10月15日、テレビ東京） - 是枝まさる 役[49]
- 居酒屋ふじ 第9話（2017年、テレビ東京） - 西尾の演劇サークルの先輩 役[50]
- 陸王（2017年10月15日 - 12月24日、TBS） - 城戸明宏 役[51]
- ブラックペアン 第5話（2018年5月20日、TBS） - 松岡仁 役[52]
- ヒモメン 第5話（2018年8月25日、テレビ朝日） - 豊川稔 役[53]
- 健康で文化的な最低限度の生活 第8話 （2018年9月4日、関西テレビ） - 赤嶺岳人 役[54]
- チャンネルはそのまま!（2019年3月18日 - 3月22日、北海道テレビ・Netflix） - 近藤明夫 役[55]
- フルーツ宅配便 最終話（2019年3月30日、テレビ東京） - 刑事・八神 役[56]
- 連続テレビ小説 なつぞら（2019年4月1日 - 9月28日、NHK総合） - 戸村菊介 役[57]
  - なつぞらSP 秋の大収穫祭「十勝男児、愛を叫ぶ!」（2019年11月2日、NHK BSプレミアム） - 戸村菊介 役[58]
- スーパープレミアム『八つ墓村』（2019年10月12日、NHK BSプレミアム） - 田治見要蔵 / 田治見久弥 役[59]
- 僕はどこから（2020年1月9日 - 3月19日、テレビ東京） - 権堂真司 役[60]
- 行列の女神〜らーめん才遊記〜 第5話（2020年5月18日、テレビ東京） - 鷹野研次郎 役[61]
- 家政夫のミタゾノ 特別編〜今だから、新作作らせていただきました〜（2020年5月29日、テレビ朝日） - 柴田明彦 役[62]
- 月曜プレミア8 「沈黙のアリバイ」（2020年10月26日、テレビ東京） - 島津正人 役[63]
- 青のSP―学校内警察・嶋田隆平―（2021年1月12日 - 3月16日、関西テレビ・フジテレビ） - 阿部裕亮 役[64]
- がんばれ!TEAM NACS（2021年3月7日 - 3月14日・6月20日 - 8月15日、WOWOW） - 主演・音尾琢真 役（本人役） 他（TEAM NACSの他のメンバーと共に主演）[65][66]
- 潜水艦カッペリーニ号の冒険（2022年1月3日、フジテレビ） - 尾上克郎 役[67]
- 特集ドラマ「風よ あらしよ」（2022年3月31日、NHK BS8K / 2022年9月4日 - 9月18日、NHK BSプレミアム・BS4K）- 甘粕正彦 役
- VIVANT 第8話（2023年9月3日、TBS） - ヤスダ 役[68]
- マイホームヒーロー（2023年10月25日 - 12月20日、毎日放送・TBS） - 窪 役[69]
- ジャンヌの裁き（2024年1月12日 - 3月8日、テレビ東京） - 寿就一 役[70]
- ブルーモーメント（2024年4月24日 - 6月26日、フジテレビ） - 佐竹尚人 役[71]
- アンチヒーロー 第9話（2024年6月9日、TBS） - 深澤 役[72]
- 完全無罪（2024年7月7日 - 8月4日、WOWOW） - 今井琢也 役[73]
- 誰も知らない明石家さんま「芸人がアイドルに勝った日〜タブーを破った禁断の一日」（2024年12月1日、日本テレビ）[74]
- 風のふく島 第5話（2025年2月8日、テレビ東京） - 風貫太郎 役[75]
- キャスター 第1話 - 第9話（2025年4月13日 - 6月8日、TBS） - 山井和之 役[76]

### 配信ドラマ
- 初情事まであと1時間 第9話「『演出家』と『女優』」（2021年9月10日 - 、TELASA・J:COMオンデマンド） - 菅原 役[77]
- 仮面ライダーBLACK SUN（2022年10月28日 - 、Amazon Prime Video） - コウモリ怪人 役[78]
- THE DAYS（2023年6月1日、Netflix） - 木下 役[79]
- 極悪女王（2024年9月19日 - 、Netflix） - 阿部四郎 役[80]
- 飛鳥クリニックは今日も雨（2025年4月17日、Lemino）[81]

### 映画
- man-hole（2001年3月3日公開、監督：鈴井貴之、man-holeフィルム） - ひったくり男 役
- river（2003年11月29日公開、監督：鈴井貴之、CREATIVE OFFICE CUE） - 横井茂 役
- アフタースクール（2008年5月24日公開、監督：内田けんじ、クロックワークス） - 体育教師 役
- TEAM NACS FILMS「N43°」（2009年2月21日公開、監督：TEAM NACS、CREATIVE OFFICE CUE・アミューズ）
  - 「頑張れ！鹿子ブルブルズ!」 - 音尾琢真 役
  - 「部屋クリーン」 - 散らかしさん 役
  - ※「神居のじいちゃん」では、監督・脚本を担当。
- 銀色の雨（2009年11月28日公開、監督：鈴井貴之、エスピーオー・マジックアワー） - 草野和紀 役
- ジーン・ワルツ（2011年2月5日公開、監督：大谷健太郎、東映） - 甘利健司 役
- アンダルシア 女神の報復（2011年6月25日公開、監督：西谷弘、東宝） - 村上清十郎の補佐 役
- らくごえいが「ビフォーアフター」（2013年4月6日公開、監督：遠藤幹大、アールグレイフィルム） - 左甚六 役
- 藁の楯（2013年4月26日公開、監督：三池崇史、ワーナー・ブラザース映画） - 刑事 役
- 駆込み女と駆出し男（2015年5月16日公開、監督：原田眞人、松竹） - 猿門児 役[82]
- 起終点駅 ターミナル（2015年11月7日公開、監督：篠原哲雄、東映） - 大村真一 役
- 日本で一番悪い奴ら（2016年6月25日公開、監督：白石和彌、東映・日活） - 国吉博和 役[22][83]
- 森山中教習所（2016年7月9日公開、監督：豊島圭介、ファントム・フィルム） - 本田智則 役
- 金メダル男（2016年10月22日公開、監督：内村光良、ショウゲート） - 田崎先生 役
- アニバーサリー（2016年10月22日公開、監督：佐々木敦規、ティ・ジョイ）
- 日活ロマンポルノ・リブート・プロジェクト「牝猫たち」（2017年1月14日、監督：白石和彌、日活）- 野中 役[84]
- 無限の住人（2017年4月29日公開、監督：三池崇史、ワーナー・ブラザース映画） - 天津三郎 役[85]
- たたら侍（2017年5月22日公開、監督：錦織良成、LDH PICTURES） - 仙吉 役
- 関ヶ原（2017年8月26日公開、監督：原田眞人、東宝・アスミック・エース） - 福島正則 役[86]
- 祈りの幕が下りる時（2018年1月27日公開、監督：福澤克雄、東宝）- 横山一俊 役 [87]
- サニー/32（2018年2月17日公開、監督：白石和彌、日活） - 春樹先輩 役（特別出演）[6]
- ラブ×ドック（2018年5月11日公開、監督：鈴木おさむ、アスミック・エース） - 大木 役[88]
- 孤狼の血（2018年5月12日公開、監督：白石和彌、東映） - 吉田滋 役[89]
  - 孤狼の血 LEVEL2（2021年8月20日公開、監督：白石和彌、東映） - 吉田滋 役[90]
- 検察側の罪人（2018年8月24日公開、監督：原田眞人、東宝） - 千鳥 役[91][92]
- 止められるか、俺たちを（2018年10月13日公開、監督：白石和彌、若松プロダクション・スコーレ） - 赤塚不二夫 役
- 七つの会議（2019年2月1日公開、監督：福澤克雄、東宝） - 三沢逸郎 役[93]
- FIGHTERS THE MOVIE〜Challenge with Dream〜（2019年2月15日公開、アスミック・エース） - ナレーション
- 麻雀放浪記2020（2019年4月5日公開、監督：白石和彌、東映） - 麻雀番組のプロデューサー 役
- 凪待ち（2019年6月28日公開、監督：白石和彌、キノフィルムズ） - 村上竜次 役
- ひとよ（2019年11月8日公開、監督：白石和彌、日活） - 丸井進 役[94]
- カツベン!（2019年12月13日公開、監督：周防正行、東映） - 安田虎夫 役
- スマホを落としただけなのに 囚われの殺人鬼（2020年2月21日公開、監督：中田秀夫、東宝） - 根岸剛志 役
- るろうに剣心 最終章 The Final（2021年4月23日公開、監督：大友啓史、ワーナー・ブラザース映画） - 呉黒星 役[95]
- 劇場版 がんばれ!TEAM NACS（2021年9月3日公開、監督：堀切園健太郎、WOWOW）- 主演・音尾琢真 役（本人役） 他（TEAM NACSの他のメンバーと共に主演）[96]
- 川のながれに（2021年11月28日公開、監督：杉山嘉一） - 星翔一 役（特別出演）[97]
- 決戦は日曜日（2022年1月7日公開、監督：坂下雄一郎、クロックワークス） - 向井大地 役[98]
- 今はちょっと、ついてないだけ（2022年4月8日公開、監督：柴山健次、ギャガ） - 宮川良和 役[99]
- 死刑にいたる病（2022年5月6日公開、監督：白石和彌、クロックワークス） - 滝内 役[100]
- 耳をすませば（2022年10月14日公開、監督：平川雄一朗、ソニー・ピクチャーズ エンタテインメント・松竹） - 出版社部長 役[101]
- レジェンド&バタフライ（2023年1月27日公開、監督：大友啓史、東映） - 豊臣秀吉 役[102]
- 風よ あらしよ 劇場版（2024年2月9日公開、太秦） - 甘粕正彦 役[103]
- 映画 マイホームヒーロー（2024年3月8日公開、監督：青山貴洋・棚澤孝義・山本大輔・森裕史、ワーナー・ブラザース映画） - 窪 役[69][104]
- 碁盤斬り（2024年5月17日公開、監督：白石和彌、キノフィルムズ） - 徳次郎 役[105][106]
- もしも徳川家康が総理大臣になったら（2024年7月26日公開、監督：武内英樹、東宝） - 石田三成 役[107]
- 十一人の賊軍（2024年11月1日公開、監督：白石和彌、東映） - 仙石善右エ門 役[108]
- Demon City 鬼ゴロシ（2025年2月27日、Netflix） - 滝川祥史 役[109]
- ババンババンバンバンパイア（2025年7月4日公開、監督：浜崎慎治、松竹） - 立野長次郎 役[110][111][112]
- 盤上の向日葵（2025年10月31日公開予定、監督：熊澤尚人、ソニー・ピクチャーズ エンタテインメント / 松竹） - 上条庸一 役[113]

### 舞台
- 劇団イナダ組 第10回公演「NO FUN」（1995年6月2日 - 4日、ルネッサンス・マリア・テアトロ）[114]
- 劇団イナダ組 第11回公演「サンチョパンサのバカ」（1996年5月16日 - 19日、ルネッサンス・マリア・テアトロ）[115]
- 劇団イナダ組 第12回公演「プラシーボ・デパート」（1996年10月9日 - 13日、ルネッサンス・マリア・テアトロ）[115]
- 劇団イナダ組 第13回公演「ノータリン・タンバリン」（1997年5月3日 - 10日、ルネッサンス・マリア・テアトロ）[116]
- 劇団イナダ組 第14回公演「PRIMITIVEビーム」（1997年10月23日 - 26日、ルネッサンス・マリア・テアトロ）[116]
- 劇団イナダ組 第15回公演「マーブル’98」（1998年2月11日 - 14日、ルネッサンス・マリア・テアトロ）[117][118]
- 劇団イナダ組 第16回公演「改編サンチョパンサのバカ」（1998年7月24日 - 26日、道新ホール）[118]
- 劇団イナダ組 第18回公演「アルツハイパーJ」（1999年7月8日 - 30日、道新ホール）[119]
- 劇団イナダ組 第19回公演「ホットロード」（1999年12月1日 - 19日、共済ホール）[119]
- 劇団イナダ組 第20回公演「絶叫2000～碧き狼」（2000年5月1日 - 6日、教育文化会館）[120]
- 劇団イナダ組 第21回公演「カラビナ」（2000年9月27日 - 10月4日、Zepp Sapporo）[120]
- 6PROJECT「6の夏の夜の夢」（2001年10月、コンカリーニョ）[121]
- 劇団イナダ組 第22回公演「ドナドナファミリープラン～命の契約書」（2001年6月16日 - 8月12日、道新ホール・富良野演劇工場）[122]
- 劇団イナダ組 第23回公演「亀屋ミュージック劇場（ほおる）」（2002年2月9日 - 17日、道新ホール）[123]
- 劇団イナダ組 第24回公演「このくらいのLANGIT」（2002年9月3日 - 10月27日、やまびこ座・函館市芸術ホール・富良野演劇工場・道新ホール）[124]
- 水曜天幕團旗揚げ公演2003「蟹頭十郎太」（2003年10月10日 - 19日、北海道テレビ放送新館駐車場内 特設テント会場） - 佐伯重定 役・蝦蟇丸 役・武者 役 [125]
- 劇団イナダ組 第26回公演「ライナス」（2003年7月26日 - 8月3日、道新ホール） - 竜一 役[126]
- 劇団イナダ組 第29回公演「カメヤ演芸場物語」（2004年11月18日 - 23日、道新ホール）[127]
- Physical Theatre "ØEN I ØST"（ウーエン・イ・ウースト）〜THE ISLAND IN THE EAST〜（2005年12月16日 - 2006年1月15日、シアターアプル） - ハンス 役[128][注釈 6]
- しあわせのつぼ（2006年8月 - 9月、ル テアトル銀座/梅田芸術劇場シアター・ドラマシティ/名古屋市青少年文化センター他） - 立花孝一 役
- TEAM NACS SOLO PROJECT「GHOOOOOST!!」（2007年8月11日 - 8月30日、紀伊国屋サザンシアター/道新ホール）[注釈 7]
- LOVE LETTERS 2008 Christmas Special（2008年12月9日、ル テアトル銀座） - アンディ役
- 地球ゴージャスプロデュース公演Vol.10 「星の大地に降る涙」（2009年6月20日 - 8月17日、赤坂ACTシアター/道新ホール/梅田芸術劇場 メインホール） - カイジ役
- 大宮エリープロデュース公演 「SINGER5」 酒とタバコと男と男（2009年10月1日、紀伊国屋ホール）
- THREE BELLS〜聖夜に起こった3つのふしぎな事件〜（2010年8月 - 9月、パルコ劇場/電力ホール/札幌市教育文化会館/名鉄ホール/森ノ宮ピロティホール）
- 「落語初心者、大歓迎!」寄席（2011年1月11日、天王洲銀河劇場）[129]
- AMUSE×PEOPLE PURPLE「ORANGE」（2011年2月、渋谷パルコ劇場） - 主演・小日向 役
  - AMUSE×PEOPLE PURPLE「ORANGE」（2013年3月 - 4月、本多劇場/森ノ宮ピロティホール、再演） - 主演・小日向 役
  - AMUSE×PEOPLE PURPLE「ORANGE」（2015年1月31日 - 3月8日、森ノ宮ピロティホール/サンシャイン劇場他、再々演） - 主演・小日向 役[47]
- 芝浦ブラウザー（2011年4月）
- おもいのまま（2011年6月 - 7月）
- 15th Project TEAM NACS 5D「Ottey Ottoman World Tour 2011 in Japan」（2011年） - オッティ・オットマン 役（スーパープロデューサーも担当）
- PRESS 〜プレス〜（2012年2月 - 3月、Bunkamura シアターコクーン/イオン化粧品シアターBRAVA!、演出:水田伸生）
- TRUE WEST〜本物の西部〜（2013年）
- 日本テレビ開局60年特別舞台「真田十勇士（2014年1月7日 - 2月19日、青山劇場/梅田芸術劇場） - 久々津壮介 役
- 小林賢太郎演劇作品「ノケモノノケモノ」（2014年5月21日 - 7月20日、天王洲銀河劇場/ももちパレス/アートピアホール/イズミティ21/札幌市教育文化会館/アステールプラザ/サンケイホールブリーゼ/神奈川芸術劇場ホール） - 主演・原宮シンペイ 役
- TEAM NACS SOLO PROJECT「Ottey Ottoman WORLD TOUR 2014 IN JAPAN 『REBIRTH』」（2014年8月 - 9月） - オッティ・オットマン 役（スーパープロデューサーも担当）
- 「ETERNAL CHIKAMATSU」- 近松門左衛門「心中天網島」より-（2016年2月29日 - 3月6日、梅田芸術劇場シアター・ドラマシティ / 3月10日 - 27日、Bunkamura シアターコクーン） - 孫右衛門 / イサオ 役
- メルシーおもてなし!〜志の輔らくごMIX（2016年6月4日 - 26日、パルコ劇場）[130] - 武田 役
- スルース〜探偵〜（2016年11月 - 12月、新国立劇場小劇場、2017年1月） - マイロ・ティンドル 役[131]
- 死の舞踏（2017年3月10日 - 4月1日、Bunkamura シアターコクーン） - クルト 役[132]
- ドクター・ホフマンのサナトリウム ～カフカ第4の長編～（2019年11月 - 12月、KAAT神奈川芸術劇場/兵庫県立芸術文化センター 阪急中ホール/北九州芸術劇場 中劇場/穂の国とよはし芸術劇場PLAT主ホール）- バルナバス大尉 役[133]
- ケムリ研究室 no. 3『眠くなっちゃった』（2023年10月1日 - 10月15日、世田谷パブリックシアター。10月20日 - 10月22日、J:COM北九州芸術劇場 中劇場。10月26日 - 29日、兵庫県立芸術文化センター 阪急 中ホール。11月4日 - 5日、りゅーとぴあ 新潟市民芸術文化会館・劇場）
- KAAT神奈川芸術劇場プロデュース『最後のドン・キホーテ THE LAST REMAKE of Don Quixote』（2025年9月14日 - 11月3日〈予定〉、KAAT神奈川芸術劇場 ホール/オーバード・ホール/J:COM北九州芸術劇場 中劇場/SkyシアターMBS）[134]

### テレビ番組

#### バラエティ番組
太字は、放送中。
- 水曜どうでしょう（1996年10月9日 - 2007年3月14日、HTB） - noちゃん（声・スーツアクター） 役、他（不定期出演）
  - どうでしょうリターンズ（1999年1月5日 - 2004年5月5日、北海道テレビ） - 上記の再放送。
  - 水曜どうでしょうClassic（2004年7月14日 - 放送中、北海道テレビ） - 上記の再放送。
- 旅コミ北海道（1998年4月 - 、TVH） - 不定期で出演していた。
- おれがん（1999年7月 - 9月、UHB）[135]
- いばらのもり（2000年4月5日 - 2002年12月、HTB） - 不定期で出演していた。
  - いばらのもりリターンズ（2010年4月5日 - 8月23日、北海道テレビ） - リメイク版。
- ドラバラ鈴井の巣（2002年2月1日 - 2004年12月、HTB） - 準レギュラー。
- ハナタレナックス（2003年1月31日 - 放送中、HTB）
- FOMA Presents 9！（2004年7月 - 2005年3月、HTB）
- ぽっぷこ〜んシネマ（2004年9月 - 2006年9月27日、HTB） - 2代目レギュラー。
- 鈴井貴之のロケハン。（2006年10月 - 2007年11月、チャンネルNECO）
- 素晴らしい世界（2006年11月2日 - 2010年3月30日、HTB）[2]
  - 月刊スバセカ劇場（2008年7月4日 - 2009年11月6日、HTB）
- 直CUE!勝負（2009年3月・4月放送分 - 不定期、チャンネルNECO）

#### 教養・紀行番組
- 100分de名著「ブッダ 最期のことば」（2015年4月、NHK Eテレ） - 朗読（アーナンダ 役）
- ニッポン印象派「流氷 彩られる白」（2019年3月10日、NHK BSプレミアム） - ナレーション[136]
- ETV特集「希望の大地～北海道 厚真町 ふたりの開拓物語～」（2019年6月15日、NHK Eテレ） - ナレーション[137]
- 行くぞ！最果て！秘境×鉄道（NHK BSプレミアム） - 旅人
  - 「インドネシア・ほのぼの列車」（2019年7月6日）[138]
  - 「ミャンマー 思いやり列車」（2020年5月30日）[139]
- 「山と原野とスケッチと　〜日高山脈と生きた画家・坂本直行〜」（2023年1月27日、NHK BSプレミアム）- ナレーション[140]

### ラジオ番組
太字は、放送中。
- サンデーパラダイス（1999年4月 - 2001年4月、STVラジオ）
- みのや雅彦のサンデーパラダイス（2000年10月 - 2006年3月19日、STVラジオ）
- NACS GOTTA ME!（2001年1月8日 - 2005年9月24日、AIR-G'）
- 土曜タクマ劇場（2002年4月6日 - 10月5日、STVラジオ）
- 音尾琢真のアタヤンPUSH!（2002年10月11日 - 2006年3月31日、STVラジオ）
- 喜瀬ひろしのときめきワイド（2003年4月 - 10月、STVラジオ） - レポーター
- スカイオーディオ「Scene from Hokkaido 〜北の空より〜」（2005年12月1日 - 放送中、北海道国際航空） - パーソナリティ。北海道国際航空（AIRDO）の機内オーディオ番組[141]。
- 音尾琢真のアタックヤング（2006年4月7日 - 2011年4月1日、STVラジオ）

### 声の出演

#### 劇場アニメ
- ハウルの動く城（2004年11月20日公開、監督：宮崎駿、スタジオジブリ） - 城の門番 役
- 思い出のマーニー（2014年7月19日公開、監督：米林宏昌、スタジオジブリ） - 町内会役員 役（北海道特別出演）[142]

#### テレビアニメ
- チビナックス（2006年4月13日 - 9月28日、制作：CREATIVE OFFICE CUE・電通北海道、放送：札幌テレビ） - オトオ 役
  - チビナックス 2.0（2007年4月14日 - 10月13日、制作・放送：上に同じ） - オトオ 役
  - チビナックス シーズン3（2008年6月3日 - 11月18日、制作・放送：上に同じ） - オトオ 役
- ONE PIECE 〜アドベンチャー オブ ネブランディア〜（2015年12月19日、フジテレビ） - ドウジャク 役[143]

#### 人形劇
- 西遊記外伝 モンキーパーマ（2013年10月 - 12月、制作：tvk・テレ玉・チバテレ・群テレ・とちテレ・MTV・KBS京都・サンテレビ・OHK・ひかりTV（モンキーパーマ制作委員会） - 猪八戒 役・オッティ・オットマン 役
  - 西遊記外伝 モンキーパーマII（2014年4月 - 6月、制作：モンキーパーマ制作委員会） - 猪八戒 役・オッティ・オットマン 役
  - 西遊記外伝 モンキーパーマIII（2015年7月 - 9月、制作：モンキーパーマ制作委員会） - 猪八戒 役・オッティ・オットマン 役

#### ラジオドラマ
- あいつとこいつ（2021年4月1日 - 、NUMA） - あいつ 役[144][145]

### CM
- YESそうご電器（北海道限定）[146]
- NTT「ISDN」[146]
- ベル食品（北海道限定） - ナレーション[146]
- 北海道競馬 - ナレーション[146]
- きたみ東急百貨店（北海道限定） - ナレーション[146]
- JR北海道（北海道限定） - ナレーション[146]
- NTTドコモ北海道（現・NTTドコモ北海道支社）「さっぽろ地下街でEdyスタート」（北海道限定） - 佐藤重幸（現・戸次重幸）と共演
- じゃらん （北海道限定） - 森崎博之と共演
- 日清食品「やきそばできました。」（北海道限定） - 森崎博之、安田顕と共演
- アサヒ飲料「WONDA 北海道限定 朝専用モーニングショット」（2003年、北海道限定） - 森崎博之と共演
- レベルファイブ「レイトン教授と悪魔の箱」（2007年） - ナレーター（出題者）
- 湖池屋「KOIKEYA PRIDE POTATO」（2018年10月 - ）[147]
- 北海道日本ハムファイターズ「誰だ。」（2018年3月） - ナレーション[148]
- 北海道電力 ゼンリョク宣言（2019年6月 - 、北海道限定） - 芳根京子と共演[149]
- スピッツ『見っけ』（2019年10月 - ）[150]
- サッポロビール「北海道オフのごちそう」『ニュース速報篇』（2019年5月28日 - ）[151][152]
- JR北海道「HOKKAIDO LOVE!6日間周遊パス」（2022年1月28日 - 、北海道限定） - 安田顕と共演[153]

### MV
- 私たちの道（2019年） - One Hokkaido Project（TEAM NACSメンバー及び鈴井貴之と共に参加）[154]

## 監督・脚本・演出

### テレビドラマ
- がんばれ!TEAM NACS「バック・トゥ・ザ・戦隊・フューチャーズ」（2021年3月7日 - 3月14日（先行放送）・2021年6月20日 - 予定（本放送）、WOWOW） - 監督・脚本[65][66]

### 映画
- TEAM NACS FILMS「N43°」「神居のじいちゃん」（2009年2月21日公開、監督：TEAM NACS、CREATIVE OFFICE CUE・アミューズ） - 監督・脚本

### 舞台
- 15th Project TEAM NACS 5D「Ottey Ottoman World Tour 2011 in Japan」（2011年） - スーパープロデューサー（兼出演）
- TEAM NACS SOLO PROJECT「Ottey Ottoman WORLD TOUR 2014 IN JAPAN 『REBIRTH』」（2014年8月 - 9月） - スーパープロデューサー（兼出演）

## CD
- Ottey Ottoman World Tour 2011 in JAPAN（Ottey Ottoman名義、CDシングル:2012年1月25日） - 「Ottey Ottoman World Tour 2011 in JAPAN」のLIVE盤[155]
- 私たちの道 - One Hokkaido Project（他のTEAM NACSのメンバー及び鈴井貴之と共に参加、WESS RECORDS、デジタル配信:2019年2月20日、CDシングル:2019年3月6日）[156]

## 作詞・作曲
| 作品タイトル                   | JASRAC作品コード | 作詞                      | 作曲                      | 備考                                                                      |
| ------------------------------ | ---------------- | ------------------------- | ------------------------- | ------------------------------------------------------------------------- |
| 月の裏で                       | 112-6022-0       | 音尾琢真                  | 音尾琢真                  | 『ドラバラ鈴井の巣』「VS〜禁断の対決企画〜 さよなら朝日荘」エンディング。 |
| 勇気の翼                       | 117-9219-1       | 音尾琢真                  | 音尾琢真                  | 『ドラバラ鈴井の巣』「なんてったってアイドル!」オープニング。             |
| SAMBA DE KANEMOCHI             | 133-4512-5       | 音尾琢真                  | 音尾琢真                  |                                                                           |
| きみにキャッチュー             | 135-9090-1       | 音尾琢真                  | 音尾琢真                  | 『ドラバラ鈴井の巣』「なんてったってアイドル!」劇中歌。                   |
| おねがい!NACS SUMMER!          | 151-1541-1       | 音尾琢真                  | 音尾琢真                  |                                                                           |
| きみからつづく                 | 169-7579-1       | 音尾琢真                  | 音尾琢真                  |                                                                           |
| I'M OTTEY OTTOMAN              | 181-6588-5       | OTTEY OTTOMAN（音尾琢真） | OTTEY OTTOMAN（音尾琢真） |                                                                           |
| 私は…後藤屋利喜左衛門          | 202-3277-2       | 音尾琢真                  | 音尾琢真                  |                                                                           |
| ぼくらのキセキ～FIVE GOES ON～ | 221-7115-1       | 音尾琢真                  | 音尾琢真                  |                                                                           |
| TE EXTRANO                     | 239-3757-2       | 音尾琢真                  | 音尾琢真                  |                                                                           |
| 夏のご褒美                     | 239-3761-1       | 音尾琢真                  | 音尾琢真                  |                                                                           |
| 菊介愛の歌                     | 252-2857-9       | 奥山雄太                  | 音尾琢真                  | 『なつぞらSP 秋の大収穫祭』「十勝男児、愛を叫ぶ!」挿入歌。                |
| CHRISTMAS SONG                 | 703-8094-5       | 音尾琢真                  | 音尾琢真                  | 「Merry CUEristmas」収録。                                                |
| TROUBLE                        | 710-2685-1       | OTTEY OTTOMAN（音尾琢真） | OTTEY OTTOMAN（音尾琢真） |                                                                           |
| 40 YEARS                       | 710-2688-6       | OTTEY OTTOMAN（音尾琢真） | OTTEY OTTOMAN（音尾琢真） |                                                                           |
| HEY JIMI                       | 710-2690-8       | OTTEY OTTOMAN（音尾琢真） | OTTEY OTTOMAN（音尾琢真） |                                                                           |
| WHO ARE YOU                    | 710-2692-4       | OTTEY OTTOMAN（音尾琢真） | OTTEY OTTOMAN（音尾琢真） |                                                                           |
| 冬歌                           | 713-8912-1       | 音尾琢真                  | 音尾琢真                  |                                                                           |